# ダニエル・ラファーティ
ダニエル・ラファーティ（Daniel Lafferty 、1989年5月18日 - ）は、北アイルランド・ロンドンデリー出身のプロサッカー選手。元サッカー北アイルランド代表。シャムロック・ローヴァーズFC所属。ポジションはDF。

## 経歴

### クラブ
地元ロンドンデリーのオックスフォード・ユナイテッド・スターズFCというクラブでプレーを始め、2006年夏にセルティックFCのユースチームに入団。2008-09シーズンにトップチームに昇格したが、出場機会は全くなかった。下位クラブへのレンタルを経て、2010年夏にデリー・シティFCに放出された。

### 代表
U-17年代から北アイルランド代表に選出されている。
2012年5月、A代表初招集。同月開催の親善試合・オランダ戦で初キャップ。2012年11月の2014 FIFAワールドカップ・ヨーロッパ予選・アゼルバイジャン戦で公式戦デビュー。

## 所属クラブ
ユース
- オックスフォード・ユナイテッド・スターズFC
- セルティックFC 2006-2008

プロ
- セルティックFC 2008-2010

→エア・ユナイテッドFC 2010 (loan)
- デリー・シティFC 2010-2012
- バーンリーFC 2012-2017

→ロザラム・ユナイテッドFC 2015 (loan)
→オールダム・アスレティックAFC 2015 (loan)
→オールダム・アスレティックAFC 2016 (loan)
→シェフィールド・ユナイテッドFC 2016-2017 (loan)
- シェフィールド・ユナイテッドFC 2017-2019

→ピーターバラ・ユナイテッドFC 2019 (loan)
- シャムロック・ローヴァーズFC 2019-

## 代表歴
- 北アイルランドU-17
  - UEFA U-17欧州選手権2006予選
- 北アイルランドU-19
- 北アイルランドU-21
  - UEFA U-21欧州選手権2009予選
  - UEFA U-21欧州選手権2011予選
- 北アイルランドB
- 北アイルランド
  - 2014 FIFAワールドカップ・ヨーロッパ予選
  - 2018 FIFAワールドカップ・ヨーロッパ予選

## タイトル

### クラブ
デリー・シティ
- リーグ・オブ・アイルランドカップ: 2011

シェフィールド・ユナイテッド
- フットボールリーグ1: 2016–17